# Ракова Нога (Крешево)
Ракова Нога је насељено место у Босни и Херцеговини у општини Крешево. Административно припада Федерацији Босне и Херцеговине, односно њеном Средњобосанском кантону. Према попису становништва из 2013. у насељу је било 404 становника, а већинску популацију чинили су Хрвати.

## Становништво
По последњем службеном попису становништва из 2013. године у овом насељу живело је 404 становника, а село је било етнички хомогено са већинском хрватском популацијом.
| Националност | 2013. | 1991.        | 1981.        | 1971.        |
| Бошњаци      | —     | 105 (25,80%) | 97 (24,62%)  | 88 (26,59%)  |
| Хрвати       | —     | 296 (72,73%) | 293 (74,37%) | 242 (73,11%) |
| Срби         | —     | 1 (0,25%)    | 0            | 0            |
| Југословени  | —     | 3 (0,74%)    | 2 (0,51%)    | 0            |
| Црногорци    | —     | 0            | 2 (0,51%)    | 0            |
| остали       | —     | 2 (0,49%)    | 0            | 1 (0,30%)    |
| Укупно       | 404   | 407          | 394          | 331          |